# Hammer Bank
Die Hammer Bank bzw. Hammer Bank Spadaka e.G. – vormals Spar- und Darlehenskasse Heessen e.G. – war eine deutsche Genossenschaftsbank. In den späten 1970er und den frühen 1980er Jahren stieg sie unter Führung des Vorstandsvorsitzenden Paul Schulte zum zeitweise größten Kreditinstitut der Stadt Hamm in Westfalen auf und war damals eine der größten Primärbanken des genossenschaftlichen Bankenverbundes.

## Hammer Bank-Skandal
Mitte Juni 1984 offenbarte eine Sonderprüfung nach § 44 des Kreditwesengesetzes durch die Wirtschaftsprüfungsgesellschaft Kontinentale Treuhand im Auftrag des Bundesaufsichtsamtes für das Kreditwesen einen Skandal, der zum Untergang des Institutes führte sowie in diesem Zusammenhang weitere Wirtschaftsunternehmen und Vereine mitriss. So war z. B. der SC Eintracht Hamm betroffen, welcher sich damals anschickte, in die 2. Fußball-Bundesliga aufzusteigen, und der durch den Ausfall der Hammer Bank als Hauptsponsor in finanzielle Schwierigkeiten geriet. Paul Schulte war dort auch Vereinsvorsitzender.
Die Prüfung ergab alleine für die heikelsten 25 geprüften Kredite mit einem Umfang von 317 Millionen Deutschen Mark – ein Viertel des ausgeteilten Kreditvolumens – eine unzureichende Absicherung, die bereits eine Wertberichtigung erforderlich machte.
Die Bank hatte sich von einer kleinen Genossenschaftsbank der Kleinstadt Heessen mit einer Bilanzsumme von 60 Millionen DM im Jahre 1970 zum größten Kreditinstitut der Stadt Hamm mit einer Bilanzsumme von 1,65 Milliarden DM im Jahr 1983 gemausert. Weder die übergroßen Wachstumsraten noch jährliche Prüfungen durch den Westfälischen Genossenschaftsverband in Münster hatten bis 1981 zu Misstrauen geführt, in den Geschäftsberichten findet sich bis dahin regelmäßig der Satz: „Die Buchführung, der Jahresabschluß und der Geschäftsbericht entsprechen nach unserer pflichtmäßigen Prüfung Gesetz und Satzung.“
Erst 1982 fiel die Prüfung negativ aus, jedoch wurden vom Vorstand der Hammer Bank die Prüfer als befangen abgelehnt. Sie hatten moniert, dass mehrere Kredite an eine Firmengruppe zu einem Konzernkredit hätten zusammengefasst werden müssen, und dass dieser dann unzulässig hoch gewesen wäre. Eine erneute Prüfung durch die von der Hammer Bank beauftragte Bonner Wirtschaftsprüfungsgesellschaft Treuverbund ergab dann wieder die Ordnungsgemäßheit der Geschäfte.
Dennoch kam es 1984 zu Ermittlungen der Staatsanwaltschaften Bochum und Dortmund. Während die Dortmunder Behörde wegen Beihilfe zur Steuerhinterziehung gegen den Vorstandsvorsitzenden ermittelte, ging die Staatsanwaltschaft Bochum dem Verdacht nach, dass das Kreditvolumen der Bank zum großen Teil risikobehaftet sei. Bei der Lektüre privater Aufzeichnungen von Paul Schulte, dem damaligen Vorstandsvorsitzenden des Kreditinstitutes, stellten die Staatsanwaltschaften fest, dass die Spar- und Darlehnskasse Heessen bereits seit etwa 1975 insolvent gewesen sei. Seit dieser Zeit hätte Schulte, vermutlich zusammen mit diversen Helfern, durch gezielte Manipulationen ein gesundes Kreditinstitut vorgetäuscht. Schulte trat am 25. Juli von seinem Amt zurück und wurde dann in mehreren Gerichtsverfahren zu langjährigen Haftstrafen verurteilt.
Weitere Sonderprüfungen des Westfälischen Genossenschaftsverbandes ergaben Totalverluste von über 500 Millionen DM. Darüber hinaus wurden 600 Millionen DM in Großkrediten als "zumindest fragwürdig" eingestuft. Diese Gesamtsumme von 1,1 Milliarden DM entsprach bei einer Ende 1984 ausgewiesenen Bilanzsumme von rund 1,6 Milliarden DM etwa zwei Drittel der Bilanzsumme, die nunmehr vermutlich als Verlust anzunehmen waren.
Im Laufe des Jahres 1985 wurde das Publikumsgeschäft eingestellt.
1987 ging aus der Hammer Bank die BAG Bankaktiengesellschaft, eine Bad Bank und 100-prozentige Tochter des Bundesverbandes der Deutschen Volksbanken und Raiffeisenbanken mit voller Banklizenz, hervor. Die ehemalige Hammer Bank Spadaka e.G. sollte nach ihrem Scheitern eigentlich komplett abgewickelt werden. Eine neue Aktiengesellschaft entstand aber, nachdem durch die notwendige Sanierung bzw. Abwicklung der Hammer Bank Spadaka e.G. erhebliche Kompetenzen im Umgang mit Risikokrediten in Hamm versammelt worden waren. Die Genossenschaftsbank wurde dazu aufgelöst und in eine Aktiengesellschaft gewandelt. Die neue Bank mit Sitz in Hamm kümmert sich nun um Risikokredite der Genossenschaftsbanken.

## Südringcenter
Der zwischen 1981 und 1983 errichtete Konzernsitz der Hammer Bank, das Südringcenter, beherbergte damals die Hauptverwaltung der Bank und ein Hotel der Maritim-Kette. Der Komplex wurde veräußert und beherbergt heute, neben dem Mercure-Hotel Hamm, Büros einiger Versicherungen sowie Abteilungen der Commerzbank in Hamm. Die Bankaktiengesellschaft hingegen hat heute ihren Sitz in Hamm-Rhynern.

## Nachweise
1. 1 2  Die Zeit Nr. 48 vom 22. November 1985
2. ↑   Archivlink (Memento des Originals vom 30. September 2011 im Internet Archive)  Info: Der Archivlink wurde automatisch eingesetzt und noch nicht geprüft. Bitte prüfe Original- und Archivlink gemäß Anleitung und entferne dann diesen Hinweis. Hinweis der BAG dazu.

Koordinaten: 51° 40′ 42,9″ N, 7° 48′ 52″ O